# Epactoides major
Epactoides major là một loài bọ cánh cứng trong họ Bọ hung (Scarabaeidae).